# Boeing X-45
Boeing X-45 là một loại máy bay chiến đấu không người lái. Đây là một mẫu trình diễn ý tưởng cho máy bay thế hệ tiếp theo của máy bay quân sự.

### X-45B/C

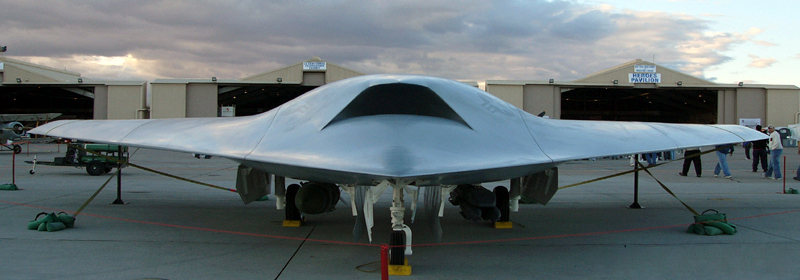
X-45C

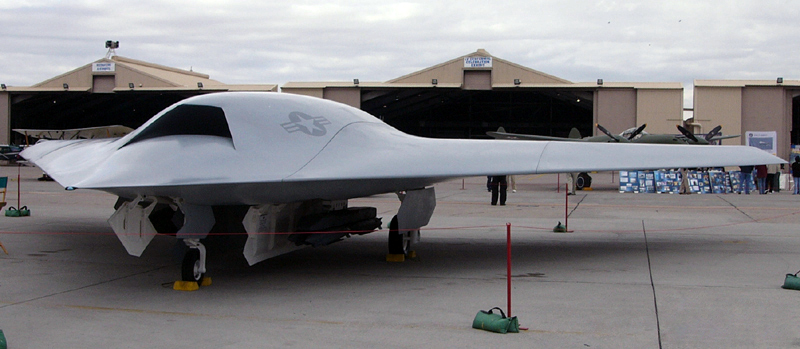
X-45C

## Tính năng kỹ chiến thuật (X-45A)
Dữ liệu lấy từ Airforce Technology, Boeing page
Đặc điểm tổng quát
- Tổ lái: 0
- Chiều dài: 26 ft 6 in (8,08 m)
- Sải cánh: 33 ft 10 in (10,3 m)
- Chiều cao: 6 ft 8 in (2,14 m)
- Trọng lượng rỗng: 8.000 lb (3.630 kg)
- Động cơ: 1 × Honeywell F124-GA-100 kiểu turbofan

 Hiệu suất bay 
- Vận tốc cực đại: Mach 0.75 (571 mph, 919 km/h)
- Tầm bay: 1.300 hải lý (2.405 km)
- Bán kính chiến đấu: 375 dặm (600 km)
- Trần bay: 40.000 ft (13.200 m)

Trang bị vũ khí

- Giá treo: 8 - 2 khoang quân giới với 4 giá treo mỗi khoang  và kết hợp mang được:
  - Bom: JDAM, bom đường kính nhỏ